# Вернисаж
Верниса́ж (фр. vernissage, дословно — «покрытие лаком») — открытие (либо канун открытия) в торжественной обстановке художественной выставки, на которой присутствуют специально приглашённые лица. Название родилось из традиции французских художников перед открытием своей выставки покрывать картины лаком для большего визуального эффекта.
- В Петербурге «Вернисажем свободных художников» называют площадь перед костёлом Святой Екатерины на Невском проспекте, где ежедневно десятки художников выставляют и продают свои картины под открытым небом[4].
- В Москве возникший с конца 1980-х годов рынок по продаже антиквариата переместился в начале 1990-х годов на территорию «Вернисажа»[5] на берегу Серебряно-Виноградного пруда.
- С 1989 года в Москве существует театр под названием «Вернисаж».